# Од (департман)
Од (фр. Aude) департман је у јужној Француској. Припада региону Лангдок-Русијон, а главни град департмана (префектура) је Каркасон. Департман Од је означен редним бројем 11. Његова површина износи 6.139 км². По подацима из 2010. године у департману Од је живело 356.467 становника, а густина насељености је износила 58 становника по км².
Овај департман је административно подељен на:
- 3 округа
- 35 кантона и
- 438 општина.

## Демографија
| 1999.   | 2011.   |
| ------- | ------- |
| 309.770 | 359.967 |